# Rakovac (Bratunac)
Rakovac är ett samhälle i Bosnien och Hercegovina. Det ligger i entiteten Republika Srpska, i den östra delen av landet, 90 km öster om huvudstaden Sarajevo. Rakovac ligger 195 meter över havet och antalet invånare är 458.
Terrängen runt Rakovac är huvudsakligen kuperad. Rakovac ligger nere i en dal. Närmaste större samhälle är Bratunac, 2,3 km nordväst om Rakovac.
Omgivningarna runt Rakovac är en mosaik av jordbruksmark och naturlig växtlighet. Runt Rakovac är det ganska tätbefolkat, med 83 invånare per kvadratkilometer.